# 佐藤武夫
佐藤 武夫（さとう たけお、1899年10月22日 - 1972年4月11日）は、日本の建築家。建築音響工学の先駆者。
日本建築学会元会長、同名誉会員、日本建築家協会終身正会員、英国王立建築家協会名誉会員。日本芸術院賞受賞者。
オーディトリウム設計の第一人者として、さらに市庁舎、市民会館、公会堂などが彼の数多い作品の中でも圧倒的に数が多い。科学者としての学識、一方で新劇運動に熱中し、劇場史を研究するほどの芸術青年で分離派時代の山口文象をしてまったくシャッポを脱がされた、といわしめたほどのスケッチの名手、作品はその天賦の芸術家の才能と、情熱のぬくもりがあるとされ、また塔も多く、”塔の佐藤"ともいわれるゆえんである。

## 経歴・人物
愛知県名古屋市主税町（現在の名古屋市東区）で幼年学校長をつとめた陸軍士官・佐藤鶴松の長男として生まれた。
少年期は軍人だった父の転任に従って少年時代仙台・伏見・北海道旭川、山口県岩国など転居が多かった。
旧制岩国中学校から建築を志して、早稲田大学に進学した。1924年、卒業後、母校早稲田大学の助教授に就任。
その頃大学では、大隈講堂の設計が始まり、恩師佐藤功一の指導のもとで設計に従った。この講堂を設計する中で音響について苦心を重ねた。当時、建築の音響について多くは経験的なもので決められていたが、科学的な研究を進めていった。その過程で日光東照宮の本地堂で起こる「鳴竜」の現象を初めて科学的に解明した。1935年、音響の研究で工学博士号。1938年、教授に就任。昭和二十六年退職して佐藤武夫設計事務所の経営に専念するまで約二十七年間の教授生活を続けこの間建築音響学の日本における開拓者としての研究業績をあげて、早大建築出身者としての最初の学位を得るとともに、日本建築学会の第一回目の学術賞を受けた。
日光の鳴竜が昭和三十八年に焼けた際もその復元を指導して立派に再生させた。
1945年に自宅にて設計事務所を始め、1951年には大学を辞し、以後は設計事務所（佐藤武夫設計事務所、現・佐藤総合計画）の経営に専念。1951年に錦帯橋の再建工事に協力。作家の宇野千代の木挽町の邸宅など、個人住宅も手掛けた。1957年から1959年まで日本建築学会会長も務めた。
1972年4月11日、東京都中央区の聖路加病院にて死去。72歳没。

## 作品

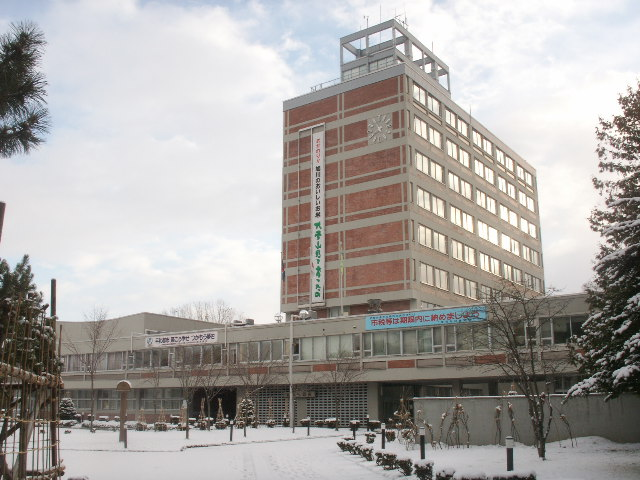
旭川市総合庁舎
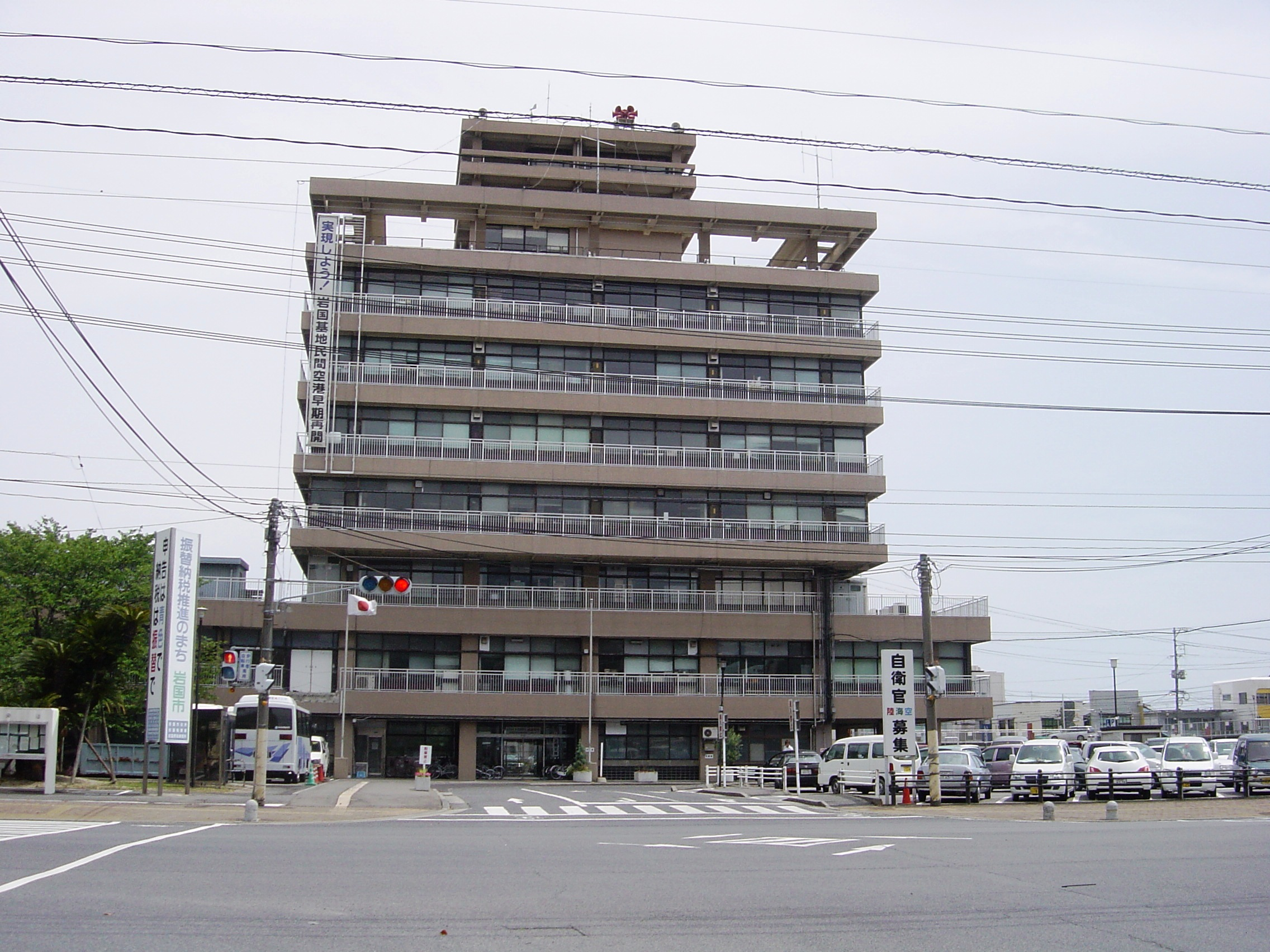
岩国市旧庁舎
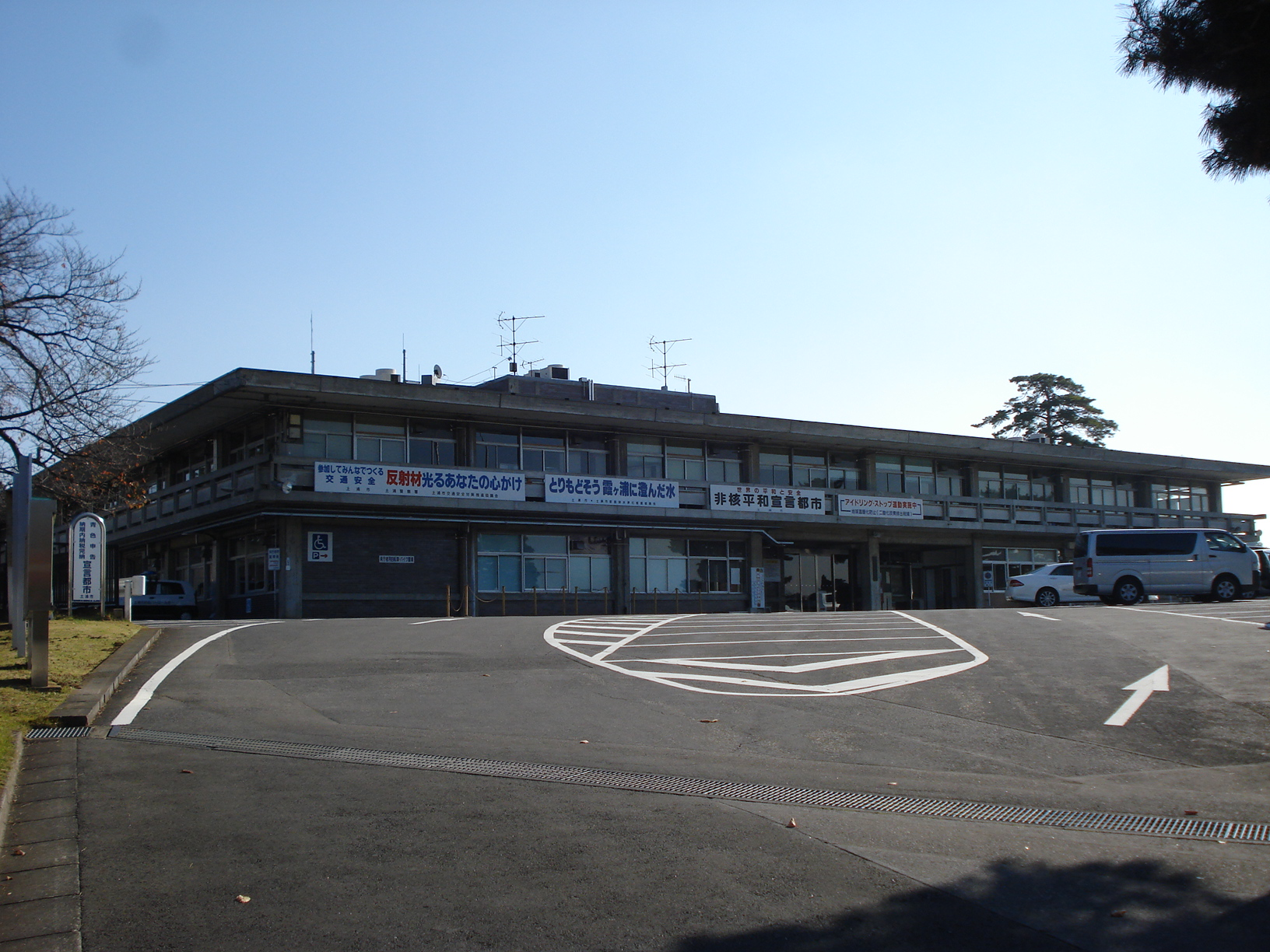
土浦市旧庁舎
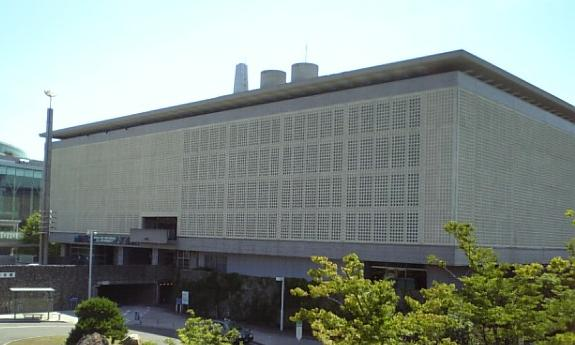
新潟県民会館

| 名称                       | 年                 | 所在地         | 状態         | 備考              |
| -------------------------- | ------------------ | -------------- | ------------ | ----------------- |
| 大隈講堂                   | 1927年（昭和2年）  | 東京都新宿区   | 重要文化財   | 共同設計:佐藤功一 |
| 岩国徴古館                 | 1945年（昭和20年） | 山口県岩国市   | 国登録文化財 |                   |
| 長崎国際文化会館           | 1955年（昭和30年） | 長崎県長崎市   | 現存せず     |                   |
| 旭川市総合庁舎             | 1958年（昭和33年） | 北海道旭川市   | 解体予定     |                   |
| 新潟市庁舎（四代目庁舎）   | 1958年（昭和33年） | 新潟県新潟市   | 現存せず     |                   |
| 岩国市庁舎                 | 1959年（昭和34年） | 山口県岩国市   | 現存せず     |                   |
| 文京区総合庁舎・公会堂     | 1959年（昭和34年） | 東京都文京区   | 現存せず     |                   |
| 防府市公会堂               | 1960年（昭和35年） | 山口県防府市   |              |                   |
| ホテルニュージャパン       | 1960年（昭和35年） | 東京都千代田区 | 現存せず     |                   |
| 長野市民会館               | 1961年（昭和36年） | 長野県長野市   | 現存せず     |                   |
| 矢板市庁舎                 | 1961年（昭和36年） | 栃木県矢板市   |              |                   |
| 葛飾区総合庁舎             | 1962年（昭和37年） | 東京都葛飾区   |              |                   |
| 土浦市旧庁舎（二代目庁舎） | 1963年（昭和38年） | 茨城県土浦市   |              |                   |
| 旧福岡県文化会館           | 1964年（昭和39年） | 福岡市中央区   |              | 現福岡県立美術館  |
| 農協ビル                   | 1965年（昭和40年） | 東京都千代田区 | 現存せず     |                   |
| 江東公会堂                 | 1965年（昭和40年） | 東京都江東区   | 現存せず     |                   |
| 新橋駅前ビル               | 1966年（昭和41年） | 東京都港区     | 解体予定     |                   |
| 熊本市民会館               | 1967年（昭和42年） | 熊本市中央区   |              |                   |
| 新潟県民会館               | 1967年（昭和42年） | 新潟県新潟市   |              |                   |
| 大津市庁舎                 | 1967年（昭和42年） | 滋賀県大津市   |              |                   |
| 土浦市民会館               | 1968年（昭和43年） | 茨城県土浦市   | 国登録文化財 |                   |
| 中央区役所                 | 1969年（昭和44年） | 東京都中央区   |              |                   |
| 北海道開拓記念館           | 1970年（昭和45年） | 北海道札幌市   |              |                   |
| 城南信用金庫本店           | 1970年（昭和45年） | 東京都品川区   |              |                   |
| 岩手県民会館               | 1973年（昭和48年） | 岩手県盛岡市   |              |                   |

## 受賞・栄典
- 1960年 - 日本建築学会賞作品賞（旭川市庁舎）
- 1963年 - 黄綬褒章
- 1967年 - 日本芸術院賞[2]
- 1969年 - 勲三等瑞宝章
- 1972年 - アメリカ建築家協会（AIA）名誉会員

## 著書
- 『住宅鴟喃荘』洪洋社、1933年12月。
- 『無双窓 建築随筆評論集』相模書房、1939年11月。
- 『武者窓 建築随筆評論集』相模書房、1941年3月。
- 『ドイツの造形文化』育生社〈新世代叢書 11〉、1941年4月。
- 『支那住宅宅相に関する一資料 『陽宅愛衆』全譯』佐藤武夫、1943年3月。
- 『店舗建築 デザインブック』太平社、1947年4月。
- 『薔薇窓 建築随筆評論集』相模書房、1957年8月。
- 『ヨーロッパの劇場』相模書房、1959年2月。
- 『市庁舎建築』相模書房、1961年5月。
  - 『市庁舎建築』（改訂新版）相模書房、1966年11月。
- 『佐藤武夫作品集』相模書房、1963年3月。
- 『公会堂建築』相模書房、1966年3月。
- 『佐藤武夫設計事務所作品集』建設画報社〈建設画報 vol.10 no.63〉、1966年8月。
- 『火燈窓 建築家評論随筆集』相模書房、1969年2月。